# No Observed Effect Level
No Observed Effect Level (Worthing and Hance 1991), NOEL ou em português, nível de efeito não observável, em toxicologia é um número que indica indica a quantidade de droga que um ser humano poderia consumir sem adoecer.
A notação matemática deste valor é dada em mg kg−1 dia1